# 補償光学

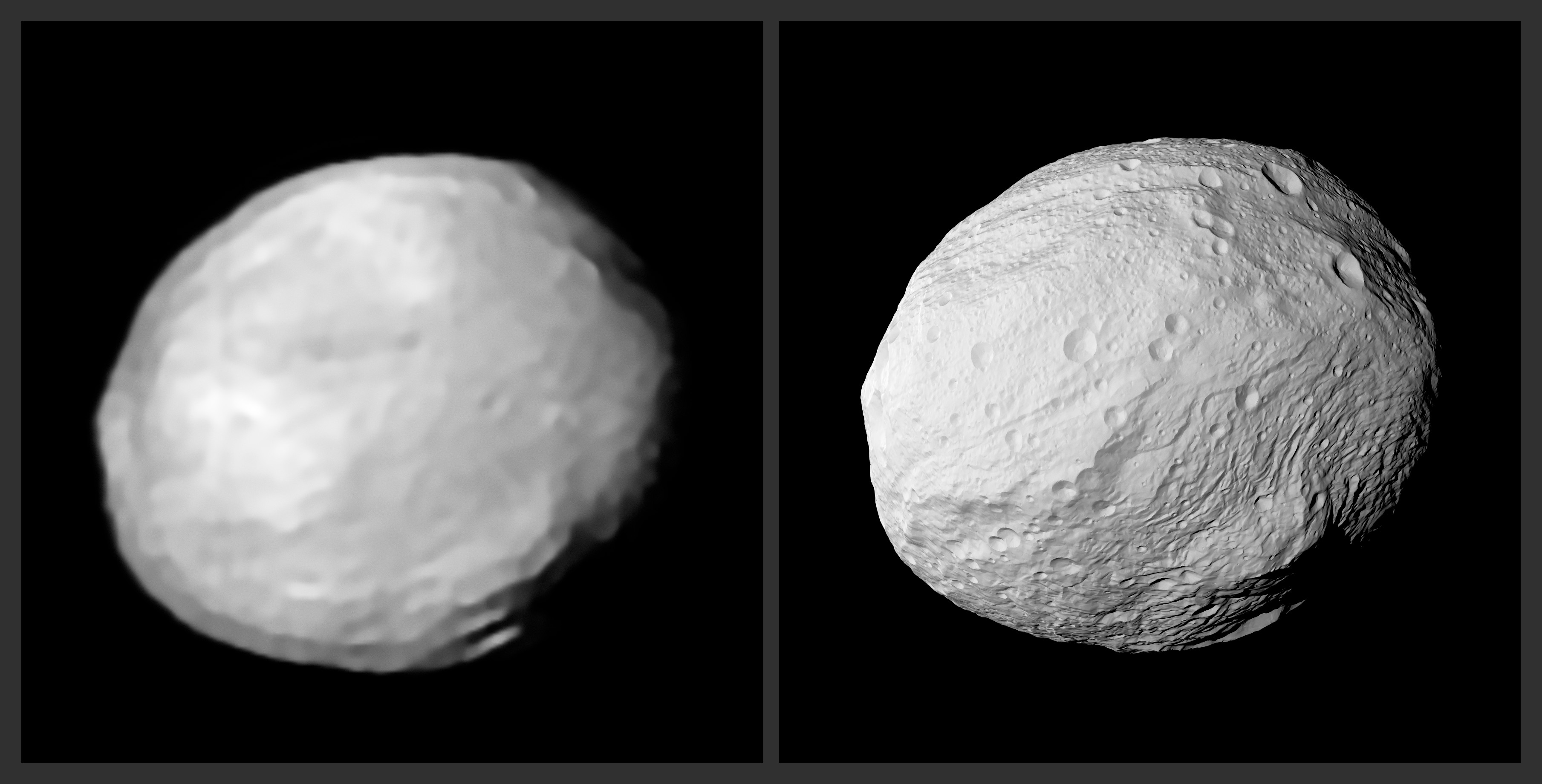
VLTの補償光学装置SPHEREが撮影した小惑星ベスタの画像（左）と、ドーンの画像を基にしたモデル（右）。かなりの精度で地形を捉えているのがわかる

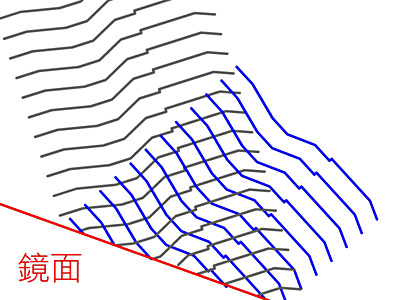
通常の鏡による反射。空気によるゆらぎがそのまま反射されている。

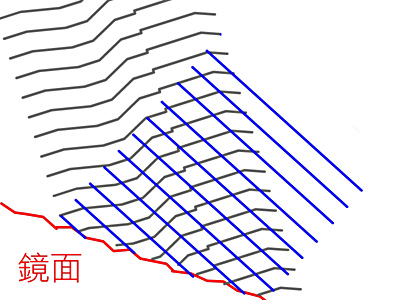
測定した波面乱れを可変形状鏡の反射面を変形させることで実時間で補正することで、大気による光波面の乱れが補償される。

補償光学（ほしょうこうがく、英: Adaptive Optics（適応光学））は、宇宙から地球を撮影したり、地球から宇宙を撮影したりするときに問題となる大気の揺らぎを解決するために開発された光学技術である。その構成から「波面補償光学」と呼ばれることもある。
宇宙望遠鏡に頼ることなく望遠鏡の回折限界までの高精度な観測が可能になるため、惑星や小惑星などの観測に用いられ、外惑星の衛星の発見などの成果がもたらされている。

## 概要
補償光学は、大気の揺らぎ等によって生じる星像の乱れを、波面センサーで捉えて、電子制御回路を経て、可変形鏡の反射面形状を変形させることによって、対象となる天体や物体の像を正確に捉えるための技術である。工学的には、エレクトロニクスにおける位相同期回路（フェーズ・ロック・ループ、PLL）と同様な原理に基づくものであり、すばる望遠鏡では188素子の波面センサーと可変形鏡を用いたリアルタイム・補償光学が2006年に実用化されている。
補償光学は、補正のしやすい赤外線波長による観測から用いられ始め、2012年には日本の国立天文台などの研究チームがすばる望遠鏡の高性能補償光学装置により可視光波長で成功した。また、2011年に波面測定に必要な明るいガイド星が近くに無い天体でも補償光学系を使えるようにするため、人工のレーザー星を高度90ｋｍの高さに発生させて観測できるようにするレーザーガイド星生成機構が実用化されたことにより応用が広がった。なお「すばる２」と呼ばれるすばる望遠鏡の機能強化プロジェクトでは、レーザーガイド星を複数使用し、可変鏡の駆動素子を3,000 個に増強する計画が進行中である。
補償光学技術は、アメリカ合衆国が他国の軍事用の偵察衛星の形状観測のために1970年代から防衛予算で秘密裏に開発されてきた。これとは独立にアメリカやヨーロッパの天文学界でより先端的なシステムが1990年頃に開発・公開されたため機密解除となり、広く研究され、また応用されるようになった。

## 技術的説明
このシステムは、波面センサーと可変形鏡、それを制御する位相制御計算機による位相補償が行われる。波面センサーは、シャックハルトマンセンサーと曲率センサーが代表的なものである。シャックハルトマンセンサーは、細かなレンズアレイによって、像のずれを測定するものであり、最も一般的な方式である。曲率センサーは、集光光学系内での光強度分布のむらを捉えて波面誤差分布を測定するものである。
これらのセンサーが捉えた情報を元に位相制御計算機によって、可変形鏡を制御するための制御信号ベクトル（電圧）を作り出す。基本的には、隣接するセンサー群のマトリックス（行列)演算によるものだが、実時間制御のため高速演算が必要不可欠である。
この信号によって制御されるアクチュエーターの微小な運動によって可変形鏡が変形し、光路に導かれた星像の位相補償が行われる。

## 能動光学
- ケック望遠鏡の分割ミラーを一点の焦点にあわせるための光学技術
- すばる望遠鏡の主鏡が重力によって変形するため、それを放物面に保つための光学技術[6]
- 野辺山宇宙電波観測所の45mミリ波望遠鏡の主鏡が重力によって変形するため、それを放物面に保つためのホモロガス変形法
- 反射式天体望遠鏡の主鏡を支持するための多点支持装置

これらの基本は、静的サポート (Static Support) と能動サポート (Active Support) に区分されるが、具体的に上の例を分類すれば、ケック望遠鏡とすばる望遠鏡の場合には、能動サポートによる補償光学技術によって、主鏡面の精度を保ち、回折限界を目指した設計が行われている。理由としては、大口径の主鏡ともなれば、その重量によって、主鏡の位置によっては放物面が維持されず、主鏡の異なる位置で反した光が焦点において一点に収束せずに分散してしまうのを補正する必要があることによる。野辺山宇宙電波観測所の45mミリ波望遠鏡および、反射式望遠鏡の主鏡を支持するための多点支持装置は、静的サポートに分類される。ただし、45mミリ波望遠鏡の場合には、重力による主鏡の変形を積極的に活用することによって、主鏡面と副鏡面との間で焦点が保たれる工夫がなされている。能動サポートを利用している望遠鏡は、波長があまりにも短いため、主鏡のほんの僅かな歪みが、その性能に著しく影響を与える場合に活用されていると言える。それに対して、静的サポートの場合には、ある程度の許容できる範囲、もしくは重量物を支えることによって、鏡面のメンテナンスや自然の力を利用した支持装置であると言える。

### その他
非線形光学結晶を用いた「位相共役鏡」を利用した補償光学による、天文観測の性能向上についても研究されている。